# 南子

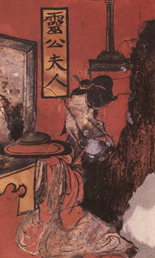
靈公夫人南子

南子（？－前480年）是宋國人，春秋时卫灵公的夫人，曾執掌國政，後為衛後莊公兵變殺死。

## 生平
南子據說是宋平公之女。嫁給衛靈公後，因其美艷而非常得寵，又因靈公昏庸，故而代掌國政。但南子好色，相傳與宋朝等人私通，卫灵公毫不在意。《左傳》記載，當時有野人稱其為母豬（婁豬）。衞靈公長子蒯聵謀害南子，事敗出奔，衞靈公死後，南子立蒯聵之子公孫輒，是為衛出公。後蒯聵發動兵變自立，是為衛後莊公，殺南子。

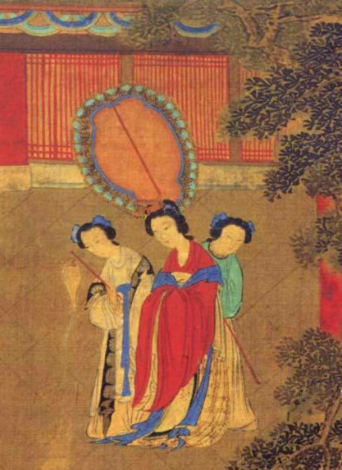
南子（中央穿紅衣者）與兩位仕女，仇英繪

南子最有名的故事，就是曾與孔子見面，即《子見南子》。子路因而對孔子疑心，但孔子向子路堅決表示，自己與南子絕無不當關係。《论语》对此事有所记述，但较为简洁。

## 年表
- 周敬王二十四年（魯定公十四年，前496年），南子使人謂孔子曰：「四方之君子不辱欲與寡君為兄弟者，必見寡小君。寡小君願見。」孔子辭謝，不得已而見之。夫人在絺帷中。孔子入門，北面稽首。夫人自帷中再拜，環珮玉聲璆然。孔子曰：「吾鄉為弗見，見之禮答焉。」子路不說。孔子矢之曰：「予所不者，天厭之！天厭之！」
- 周敬王二十六年（魯哀公二年，前493年夏），衛靈公卒，太子蒯聵之子輒立，是為衛出公。
- 周敬王四十年（魯哀公十五年，前480年冬），衛國政變，蒯聵逐其子出公，殺南子。

## 評價
《列女傳》將其列於孽嬖章，並稱：「南子惑淫，宋朝是親，譖彼蒯聵，使之出奔，悝母亦嬖，出入兩君，二亂交錯，咸以滅身。」

## 注解
1. ↑  矢：發誓 （页面存档备份，存于） - 教育部重編國語辭典
2. ↑  否：不对，不是，指做了不正当的事[永久] - 中国文化产业网